# Дришлюк Павло В'ячеславович
Павло́ В'ячесла́вович Дришлю́́к (нар. 24 квітня 1973, м. Легниця, Польська Народна Республіка — 6 червня 2014, с. Пришиб, Слов'янський район, Донецька область, Україна) — український військовик, майор Повітряних Сил Збройних Сил України.

## Життєпис
Павло Дришлюк народився у польському місті Легниця (на той час, Польська Народна Республіка), в родині військовослужбовців. У 1980 році став учнем 1-го класу школи № 50 м. Будапешт (Угорщина), де на той час у Південній Групі радянських військ служив його батько Дришлюк В'ячеслав Іванович. 1984 року сім'я Павла повернулась в Україну, батько демобілізувався, а мати — Дришлюк Галина Павлівна — почала працювати головним фінансистом в Міністерстві оборони. З 1984 по 1990 роки Павло навчався у школі № 230 Святошинського району міста Києва. 1995 року закінчив Харківське вище військове авіаційне інженерне училище.

### Військова кар'єра
- 08.1990—06.1995 — курсант Харківського Вищого Військового Авіаційного Інженерного Училища.
- 06.1995—08.1995 — перебував у розпорядженні Командуючого Військово-повітряних Сил України.
- 08.1995—04.1996 — старший авіаційний технік цеху (силових установок) технічно-експлуатаційної частини, 1-й окремий транспортний авіаційний полк (спеціального призначення), м. Бориспіль.
- 04.1996—09.1997 — старший авіаційний технік групи обслуговування (літаків і двигунів) авіаційної ескадрильї, 1-й ОТрАП (спеціального призначення), м. Бориспіль.
- 09.1997—06.1999 — авіаційний технік корабля авіаційно-технічного загону служби озброєння 10-ї окремої авіаційної ескадрильї «Блакитна стежа», 15-та авіаційна бригада (спеціального призначення), м. Бориспіль.
- 06.1999—07.2004 — бортовий інженер авіаційного загону авіаційної ескадрильї «Блакитна стежа», 15-та АБр (спеціального призначення), м. Бориспіль.
- 07.2004—09.2005 — бортовий авіаційний технік вертолітної ланки забезпечення протидії диверсіям і терористичним актам вертолітної ескадрильї, 15-та авіаційна бригада транспортної авіації, м. Бориспіль.
- 09.2005—02.2007 — бортовий інженер авіаційного загону транспортної авіаційної ескадрильї «Блакитна стежа», 15-та АБрТрА, м. Бориспіль.
- 02.2007—03.2008 — старший бортовий авіаційний технік авіаційного загону транспортної авіаційної ескадрильї «Блакитна стежа», 15-та АБрТрА, м. Бориспіль.
- 03.2008—02.2011 — старший бортовий авіаційний технік — інструктор авіаційного загону транспортної авіаційної ескадрильї «Блакитна стежа», 15-та АБрТрА, м. Бориспіль.

З лютого 2011 — старший бортовий авіаційний технік — інструктор авіаційного загону транспортної авіаційної ескадрильї «Блакитна стежа», 15-та бригада транспортної авіації Повітряних сил Збройних сил України (авіабаза Бориспіль), в/ч А2215. Працював за програмою міжнародного співробітництва «Відкрите небо», брав участь в обльотах повітряного простору інших країн, побував у багатьох країнах Європи.
З весни 2014 року брав участь в антитерористичній операції на сході України як бортовий технік у складі екіпажу літака Ан-30Б (борт № 80) на чолі з командиром літака підполковником Костянтином Могилком. Літак двічі ставав мішенню терористів, але кожного разу вдало повертався на базу.

### Обставини загибелі
6 червня 2014 року літак-фоторозвідник Ан-30Б (борт № 80) здійснював спостережний політ та фотографував місцевість над містом Слов'янськом Донецької області. В екіпажі було вісім чоловік. О 17:04 на висоті 4050 метрів літак підбила ракета, випущена російськими терористами з ПЗРК. Удар ракети прийшовся в правий двигун, його пробило наскрізь, почалася пожежа. З двигуна вогонь перекинувся на праве крило, літак почав різко втрачати висоту і падати на житлові квартали Слов'янська. Командир екіпажу Костянтин Могилко віддав наказ екіпажу залишити літак. Борттехнік капітан Павло Дришлюк допоміг двом молодим лейтенантам зняти бронежилети, надіти парашути і вистрибнути з літака на 800-метровій висоті. Сам же разом з командиром підполковником Костянтином Могилком і бортмеханіком прапорщиком Олексієм Потапенком залишився в літаку. Ціною власного життя екіпаж скерував літак за межі міста й запобіг жертвам серед мирного населення. Машина впала під кутом 80 градусів, північніше Слов'янська, за селом Пришиб Слов'янського району. Загинули п'ять членів екіпажу: командир літака Костянтин Могилко, борттехнік Павло Дришлюк, бортмеханік Олексій Потапенко, оператор фотозйомки Сергій Камінський та радист Володимир Момот. Врятувались, зістрибнувши з парашутом, лейтенанти Кирило Крамарев і Василь Полажинець та штурман-інструктор підполковник Сергій Ніколаєв.

Владимир Жарко:
За розповіддю вцілілого члена екіпажу борта БрАТу, оператор загинув одразу від вибуху ЗРК, за наказом командира його тіло викинули на парашуті. Двох інших, молодших за віком членів екіпажу вдягали та викидали бортмеханік Павло Дришлюк, та механік Олексій Потапенко. Швидкість падіння була дуже велика, і товаришів їм приходилося буквально відривати і відштовхувати від літака… самим вже не було часу вдягати парашут… Та й в планах цього не було — рятували втрьох літак… і посадили б його, але на висоті декілька десятків метрів перегоріло і відпало крило… Вічна Пам'ять загиблим за Україну…
При падінні літак був повністю зруйнований, тіла загиблих льотчиків збирали по фрагментах. Олексія Потапенка поховали 11 червня, Костянтина Могилка, після складних експертиз та ідентифікації, — 26 червня. Рештки тіла Павла Дришлюка ідентифікувати так і не вдалось, він вважався зниклим безвісти.
6 січня 2015 року капітан Дришлюк Павло В'ячеславович був визнаний таким, що загинув.
Наказом Міністра оборони України № 680 від 10 вересня 2015 року капітану Дришлюку Павлу В'ячеславовичу присвоєно військове звання «майор» (посмертно).

### Родина
Вдома залишились дружина Людмила та син Кирило, який у майбутньому став професійним футболістом (2019 року у складі юнацької збірної України здобув титул чемпіона світу).

## Нагороди
- 20 червня 2014 року — за особисту мужність і героїзм, виявлені у захисті державного суверенітету та територіальної цілісності України, вірність військовій присязі та незламність духу, відзначений — нагороджений орденом Богдана Хмельницького III ступеня (посмертно)[5].

- Відзнаки Міністерства оборони України — медалі «15 років Збройним Силам України», «За сумлінну службу» I ст., «За сумлінну службу» II ст.

## Вшанування пам'яті
6 червня 2015 року в місті Бориспіль на території Книшового меморіально-паркового комплексу відкрито пам'ятний знак екіпажу літака АН-30Б, який загинув 6 червня 2014 року в районі міста Слов'янськ Донецької області, серед них ім'я Павла Дришлюка.
На території військової частини А2215 встановлено обеліск загиблим членам екіпажу.
13 жовтня 2015 року у Києві на приміщенні школи № 230 (вул. Генерала Наумова, 35Б), в якій навчався Павло Дришлюк, відкрито меморіальну дошку на його честь.
5 червня 2016 року поблизу села Пришиб на місці, де загинув екіпаж літака АН-30Б, до складу якого входив капітан Дришлюк, було відкрито меморіал «Скорботний янгол».
В рамках декомунізації у місті Бориспіль одну з вулиць перейменували на вулицю Павла Дришлюка.